# Антонина Томашевска
Антонина Томашевска е полска участничка в ноемврийското въстание от Жемайтия, родена през 1814 година, живялллла в емиграция в Прусия, Белгия и Франция, починала в Плоцк през 1883 г.

## Детство и юношеството
Антонина Томашевска е родена през 1814 година край Каунас в Жемайтия (Жмудж). Тя е дъщеря на благородно семейство с богата патриотична традиция. Антонина посещава училище при манастира на сестрите-бенедиктинки, които се славят с високото ниво на преподаване и школата е наричана Жмуджка Атина.
Пример за подражание за нея е Адам Мицкевич, а непосредствен стимул, решаващ за присъединяването ѝ към въстанието е примера на Емилия Плятер, която с организирана от нея чета атакува силно въоръжената крепост Динабург.

## Доброволец в ноемврийския бунт в Жемайтия
В годината, когато избухва ноемврийското въстание във Варшава (1830) Антонина е на 16 години. Когато бунтовническите знамена са развети в Литва направо от манастира Антонина отива в бунтовническите отряди. Организатор на въстанието в района е Юлий Гружевски, началник на военните отряди Езекил Станиевич. Aнтонина е взета на подбив от жмуджани но бързо се учи да язди и да борави с копие. Освен конвенционални оръжия, с които стандартно е оборудван всеки ездач, тя носи със себе си кама, който е трябвало да я защити в извънредни опасности. В схватките на отряда си тя проявява самочувствие и смелост.

## Подпоручик
Когато редовните полски войски от Кралството навлизат в Литва местните въстаници са включени в състава на полските дивизии. Отрядът, в който служи Томашевска е отдаден под командването на генерал Роланд. В битката при Манкуни Антонина Томашевская показва несравним кураж пред заплахата от черкезката конница, срещу която отправя атаката си жмуджката кавалерия. Антонина атакува противника с по-голям кураж начело на всички и предизвика всеобщо възхищение. След като разгромяват черкезите и избягват обкръжението на руснаците, храброто момиче е шумно акламирана от съратниците си. След като участва и се отличава и в битката под Шавли Антонина е повишена в подпоручик. След това пристига решение на съюзното командване за евакуация полския корпус в Прусия. Около 15000 войници редовна полска армия, потенциално в състояние да води бойни действия напускат Литва, за да подпомогнат войските, воюващи под Варшава.
Решението за евакуация на полския корпус в Прусия за Антонина е с противоречиви последици, независимо от това, че отстъпва заедно със своите другари. Почти всички живеещи в Прусия искат да се срещнем срещнат със смелата жена, защото славата ѝ многократно надхвърля границите на Литва.

## Емиграция
Първите години след напускането на Литва Антонина остава най-вероятно в Прусия, а по-късно се установява
в Белгия, а в началото на 1837 година във френски Руан.
Последното съобщение за съдбата на Toмашевска в емиграция идва от писмо, в което тя и поканена да участва в ноемврийското въстание. В емиграция Томашевска е омъжена за полски офицер, но не е известна точната дата на сватбата.

## Завръщане у дома
Томашевска се завръща в Полша след 26 години на емиграция през 1857 г. в резултат на обявена от властите амнистия. Установява се заедно с мъжа си и децата си в имоти на съпруга си под Плоцк. По време на януарското въстание вече е в напреднала възраст за бойни действия. Умира в Плоцк през 1883 година.
|  | Тази страница частично или изцяло представлява превод на страницата Antonina Tomaszewska в Уикипедия на полски. Оригиналният текст, както и този превод, са защитени от Лиценза „Криейтив Комънс – Признание – Споделяне на споделеното“, а за съдържание, създадено преди юни 2009 година – от Лиценза за свободна документация на ГНУ. Прегледайте историята на редакциите на оригиналната страница, както и на преводната страница, за да видите списъка на съавторите. ВАЖНО: Този шаблон се отнася единствено до авторските права върху съдържанието на статията. Добавянето му не отменя изискването да се посочват конкретни източници на твърденията, които да бъдат благонадеждни. |